# Liphanthus inornatus
Liphanthus inornatus är en biart som beskrevs av Vivallo 2008. Liphanthus inornatus ingår i släktet Liphanthus och familjen grävbin. Inga underarter finns listade i Catalogue of Life.